# Ipertermia
L'ipertermia, conosciuta anche come colpo di calore, è una condizione patologica dell'organismo umano caratterizzata da un forte aumento della temperatura corporea che può verificarsi a causa di particolari condizioni ambientali, ovvero alta temperatura dell'aria ed alta umidità, a volte anche a seguito di prolungata esposizione al sole.
È diversa dalla febbre, perché questa è una risposta dell'organismo a uno stato di infiammazione che insorge a prescindere dalla temperatura esterna, regolata dalla regione pre-ottica dell'ipotalamo anteriore; l'ipertermia invece insorge senza questo comando, indotta solo dalla temperatura esterna.
Il primo soccorso in casi di ipertermia deve tendere a mantenere le funzioni vitali dell'infortunato, portandolo in un ambiente arieggiato, senza provocare un raffreddamento repentino. Se l'infortunato è cosciente, può essere somministrata dell'acqua, se possibile con integratori salini. Assolutamente da evitare alcolici e caffè, per le loro proprietà vasodilatatorie. Nell'attesa del soccorso, in caso insorgano segni di shock ipovolemico, l'infortunato può essere messo in posizione antishock, con gli arti inferiori sollevati.
L'ipertermia maligna è invece una condizione di ipertermia conseguente ad una reazione dell'organismo nei confronti di alcune sostanze (tipicamente succinilcolina e gas anestetici alogenati) dovuta ad una suscettibilità genetica.

## Fisiopatogenesi
Il primo stadio dell'ipertermia è lo stress da calore o esaurimento da calore: è caratterizzato da confusione, crampi muscolari e spesso nausea o vomito. A questo stadio iniziale la vittima suda copiosamente, per dissipare il calore corporeo in eccesso; se l'esposizione al calore prosegue, condizione a volte favorita dallo stato di confusione, la temperatura corporea raggiunge l'intervallo dei 39-40 °C (103-104 °F) e si ha il colpo di calore vero e proprio, cioè l'ipertermia conclamata.
Una temperatura corporea sopra i 40 °C (104 °F) mette a rischio la vita della vittima. A 41 °C (106 °F) il cervello inizia a subire danni, e inizia il processo di morte cerebrale. A 45 °C (113 °F) la morte è quasi certa. Temperature interne oltre i 50 °C (122 °F) causano rigidità muscolare e morte immediata.

## Clinica

### Segni e sintomi
Il metodo più efficace a disposizione del corpo umano per dissipare il calore che esso stesso genera è la sudorazione: essa sottrae calore all'interno del corpo e lo porta sulla superficie cutanea, dove l'evaporazione, un processo molto endotermico, sottrae grandi quantità di calore alla pelle, raffreddandola. La perdita di acqua dovuta alla sudorazione, se non compensata, porta alla disidratazione dell'organismo, che oltre un certo limite non può più sostenere la sudorazione. A questo punto la vittima smette di sudare, e la temperatura corporea sale rapidamente.
Chi subisce un colpo di calore può perdere lucidità e mostrarsi ostile verso i soccorritori: spesso ha mal di testa, e il suo stato può essere scambiato per una intossicazione. La disidratazione riduce la pressione sanguigna e può portare a confusione mentale o svenimento, soprattutto se la vittima si alza in piedi all'improvviso. La pelle diventa arrossata, perché i capillari si dilatano nel tentativo di portare più calore verso la pelle; man mano che l'ipertermia si aggrava la pressione sanguigna cala al punto che il sangue viene richiamato e la pelle diventa pallida o bluastra, e la vittima prova brividi e pelle d'oca, come nella febbre alta. Con l'aumentare della temperatura gli organi interni smettono di funzionare e sopraggiungono il coma e la morte. I bambini molto piccoli possono soffrire di convulsioni. La forte disidratazione che accompagna l'ipertermia da colpo di calore può provocare nausea e vomito; sono stati riportati casi di cecità temporanea. In circostanze molto rare una persona può avere gli stessi sintomi di un colpo di calore senza esserne affetta.

## Trattamento
Il colpo di calore è una condizione di emergenza che richiede l'intervento del pronto soccorso ospedaliero. Se questo non è possibile, la temperatura della vittima deve essere abbassata immediatamente. 
È necessario portarla al fresco e al chiuso, o almeno all'ombra, e rimuovere i vestiti per permettere il raffreddamento passivo della pelle. Si possono usare metodi di raffreddamento attivi: una veste appropriata per l'ipertermia, o avvolgere la vittima in un asciugamano bagnato in acqua fredda. Impacchi freddi alla testa, alla nuca, sul torso, sotto le ascelle e all'inguine aiuteranno ulteriormente il raffreddamento. È anche possibile posizionare il paziente di fronte a una corrente di aria fredda, come quella di una ventola, ventilatore o aria condizionata. L'effetto di raffreddamento dell'aria è maggiore se il paziente è già inumidito con acqua. 
Il lasciare il paziente in acqua con ghiaccio o gelida potrebbero assorbire troppo calore e innescare un principio di ipotermia, quindi vanno usati solo in ospedale o se è possibile controllare costantemente la temperatura della vittima. L'immersione in una vasca di acqua fredda richiede che la vittima sia ancora cosciente, e un controllo costante delle condizioni corporee.
Molto importante è anche reidratare l'organismo, fornendo acqua da bere o bibite isotoniche commerciali; va evitata invece la somministrazione di alcool o caffeina, per il loro effetto diuretico. Se la vittima è incosciente, confusa o comunque incapace di bere normalmente è necessario somministrare liquidi per fleboclisi, che in genere vengono raffreddati prima della somministrazione. Vanno evitati anche massaggi o frizioni con alcool, sempre per via della disidratazione che inducono.
Spesso viene utilizzata l'ipotermia terapeutica per contrastare situazioni da ipertermia.
È necessario controllare la frequenza cardiaca e respiratoria, e praticare la rianimazione cardiopolmonare in caso di arresto cardiaco (se il cuore non batte), come in qualsiasi altra situazione.
Se il paziente ha battito cardiaco e respira, ma è sbiadito e vomita o può vomitare, occorre posizionarlo sdraiato sul fianco (posizione laterale di sicurezza), sul lato destro (nel caso di donne in gravidanza di circa 7 mesi e mezzo, si raccomanda invece il lato sinistro per impedire al feto di comprimere la vena cava).

## Prevenzione
I colpi di calore si possono evitare seguendo alcune precauzioni per evitare il surriscaldamento e la disidratazione:
Portare vestiti leggeri e ampi per facilitare la traspirazione, mettere cappelli di colori chiari e a tesa larga per tenere fresca la testa, evitare di fare lavori pesanti o esercizi fisici durante le ore più calde, evitare gli interni delle automobili e gli spazi ristretti. I bambini piccoli e altre persone non dovrebbero essere abbandonati in luoghi molto caldi. Chi lavora all'aperto deve ricordare che la forte umidità e la luce diretta del sole possono portare a una sensazione di temperatura di circa 10 °C superiore a quella indicata dal termometro.
Altrettanto importante è tenere l'organismo bene idratato, bevendo molto per reintegrare i liquidi persi con la traspirazione, e anche preventivamente. Non ci sono sintomi fisici particolari che indichino uno stato di disidratazione: la sensazione di sete non è un indicatore affidabile, soprattutto nelle persone anziane. Un test molto attendibile dello stato di idratazione dell'organismo è il colore delle urine: più è scuro, più il corpo ha bisogno di liquidi. Tè e birra hanno un effetto diuretico, ma apportano più liquidi di quanti ne facciano perdere. Il caffè espresso, il vino e i superalcolici invece non hanno effetti diuretici, e per questo vanno evitati. L'acqua pura e semplice resta una delle migliori opzioni.
Gli anziani richiedono maggiori precauzioni.
Nel 2023 è stata introdotta in Italia la Cassa integrazione guadagni con causale eventi meteo, che prevede la sospensione o la riduzione dell'attività lavorativa in caso di temperature percepite superiori ai 35°C.